# Valör (kortspel)
Valör är ett spelkorts åsatta relativa värde och en av de två egenskaper som tillsammans entydigt bestämmer ett korts identitet i en vanlig fransk-engelsk kortlek. Den andra egenskapen är färg. 
Valörerna rangordnas i den fransk-engelska kortleken vanligtvis uppifrån och ned på följande sätt: ess, kung, dam, knekt, tia, nia, åtta, sjua, sexa, femma, fyra, trea och tvåa. Ibland räknas esset i stället som lägsta kort.
En delvis annan inbördes ordning kan gälla i vissa kortspel, till exempel i écarté. Det förekommer också, bland annat i spelet bräus, att enstaka specifika kort lyfts ut ur den ordinarie ordningsföljden och blir upphöjda i rang.
Valör är en egenskap också i flera andra slag av kortlekar, till exempel i killeleken och tarotleken. 